# Centro de Lançamento de Andøya

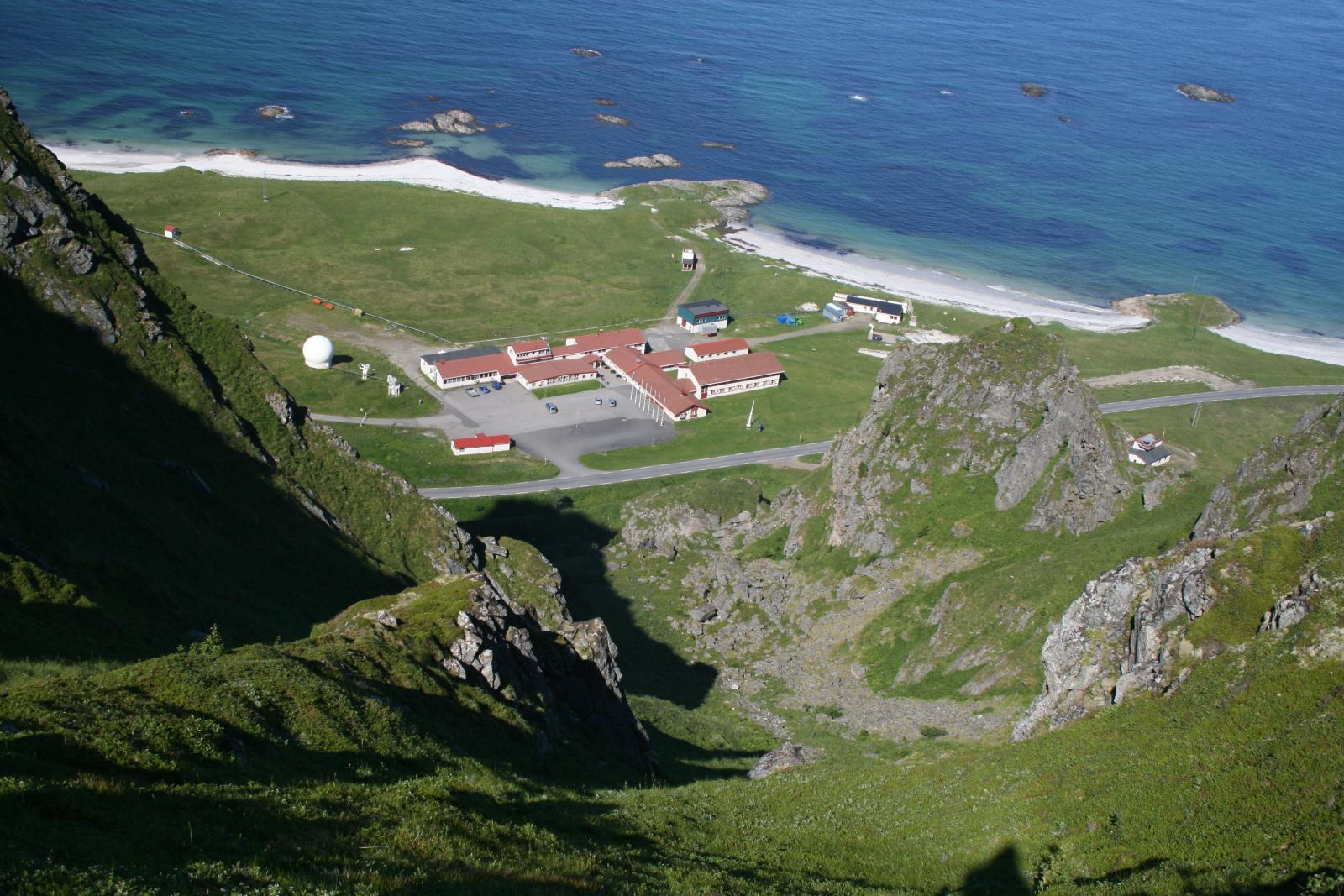
O Centro de Lançamento de Andøya.

O Centro de Lançamento de Andøya é uma base de lançamentos espaciais localizada na ilha de Andøya (a ilha mais ao norte do arquipélago de Vesterålen) no município de Andøy no Norte da Noruega. Desde 1962, mais de 1.200 foguetes de sondagem de todas as configurações conhecidas foram lançados dessa base.
O Centro de Lançamento de Andøya é uma instituição civil tendo como acionistas: o Ministério da Indústria e Comércio Norueguês com 90% e a empresa Kongsberg Defence & Aerospace com 10%. Ele opera em bases totalmente comerciais
Em 1997, uma segunda base de lançamento foi estabelecida em Ny-Ålesund, Svalbard, permitindo aos cientistas lançarem foguetes sonda diretamente em rota polar, para onde os campos magnéticos da Terra convergem.
Um observatório terrestre do tipo LIDAR chamado ALOMAR (Arctic Lidar Observatory for Middle Atmosphere Research), foi instalado em 1994 e é considerado único em pesquisas atmosféricas no Ártico. O Centro é também a base do maior radar de Média Frequencia do Norte da Europa.
O Centro de Lançamento de Andøya também esteve envolvido na construção do primeiro satélite de estudantes da Noruega, o satélite nCube, e sediou um grande número de atividades estudantis como o "European Space Camp" organizado pela Associação Norueguesa de Jovens Cientistas, o Centro Norueguês para Educação Relacionada ao Espaço, e também o Programa de Foguetes e Intercâmbio Estudantil Canadá-Noruega (CaNoRock).
Em 1995, um foguete de sondagem lançado de Andøya causou um alerta geral na Russia, ficando conhecido como Norwegian Rocket Incident. Os Russos pensaram que poderia ser um míssil nuclear lançado por um submarino Americano. O presidente Boris Iéltsin foi alertado sobre um possível contra-ataque, mais tarde eles entenderam que o disparo não era em direção a Russia. Fotos da imprensa registrando o encontro de Iéltsin com seus comandantes militares circularam pelo Mundo. Os Russos foram avisados do lançamento com antecedência pelo pessoal do Centro de Lançamento, mas essa informação se perdeu na organização militar Russa.

## Plataformas de lançamento
- LC5 69° 17' 39.84" N 16° 01' 11.28" E
- LC9 69° 17' 38.76" N 16° 01' 7.68" E
- LC10 69° 17' 38.4" N 16° 01' 6.6" E
- Athena 69° 17' 39.48" N 16° 01' 14.52" E
- Haugnes 69° 16' 48" N 16° 10' 48" E
- U3 69° 17' 39.48" N 16° 01' 14.52" E